# 교황 아가피토 1세
교황 아가피토 1세(라틴어: Agapetus PP. I, 이탈리아어: Papa Agapito I)는 제57대 교황(재위: 535년 5월 13일 - 536년 4월 22일)이다. 사후 성인으로 시성되었으며, 로마 가톨릭교회에서의 축일은 9월 20일인 반면에 동방 정교회에서의 축일은 4월 22일이다.

## 가계도
비록 생년월일이 미상이기는 하지만, 로마에서 태어났다. 그의 부친은 로마 교구의 사제 고르디아누스였는데, 교황 심마코(재위 498년~514년)에 대한 폭동이 일어난 와중에 폭도들에 의해 살해당했다. 부친의 이름으로 보건대, 교황 펠릭스 3세(재위 483년~492년) 및 교황 그레고리오 1세(재위 590년~604년)와 친족 관계였을 가능성이 있다. 그리고 그레고리오 1세는 펠릭스 3세의 후손에 해당한다.

## 약력
아가피토 1세는 로마에 그리스어와 라틴어 교회 도서관을 세웠는데, 이 때 카시오도루스의 도움을 많이 받았다. 또한 카시오도루스는 그리스어 철학서들을 라틴어로 번역하는 작업에도 참여하였다.
아가피토 1세는 라우렌시오 이교 기간인 502년에 부제로 서품받았으며 교황 심마코를 지지했던 이들 가운데 가장 마지막까지 생존한 이었다. 535년 수석부제였던 그는 새 교황으로 선출되었다. 교황이 된 후에 그가 한 첫 번째 일은 바로 교황 보니파시오 2세가 성직매매를 했다고 모함한 내용을 담은 디오스코로의 서신들을 수집하여 사제들이 보는 앞에서 불태워 없애고 이를 문서로 기록해 보관할 것을 지시한 것이었다.
북아프리카가 반달족으로부터 재탈환되자 아가피토 1세는 카르타고 교회회의의 결의를 승인하였다. 카르타고 교회회의는 아리우스주의에서 정통 가톨릭 신앙으로 회심한 이들은 사제 서품을 받을 수 없다고 결정하면서, 이미 사제 서품을 받은 이들은 성체 분배권자로서만 활동할 것을 주문하였다. 또한 그는 마르세유 교회회의에서 부도덕함으로 고발받아 정죄받은 리에의 주교 콘투멜리오수스의 재심 요청을 받아들여 그가 교황 사절단 앞에서 새로 재판받을 수 있도록 허용할 것을 아를의 주교 체사리오에게 지시하였다.
한편 동고트 왕국의 아말라순타가 사망하자 동로마 제국의 벨리사리우스 장군은 이탈리아반도 정복을 준비하고 있었다. 동고트 왕국의 테오다하드 왕은 아가피토 1세 교황에게 콘스탄티노폴리스로 가서 유스티니아누스 1세 황제를 만나 그를 설득하여 전쟁 계획을 취소시키게 해달라고 요청하였다. 아가피토 1세는 테오다하드의 요청을 받아들였다. 그리하여 여행 경비를 충당하기 위해 로마 교회에서 미사 때 사용하는 제구들을 담보로 맡긴 채 한겨울에 주교 다섯 명과 수많은 수행원을 거느리고 길을 떠났다. 536년 2월에 그는 동로마 제국의 수도 콘스탄티노폴리스에 도착하였다. 아가피토 1세는 테오다하드 왕의 요청에 따른 정치적 사안보다는 먼저 종교적 사안에 관심을 기울였다. 그는 콘스탄티노폴리스에 머무는 동안 교회의 일들을 몇 가지 처리하였다.
그 가운데 하나가 콘스탄티노폴리스 총대주교 인사 문제였다. 트레비존드의 주교였던 안티무스가 테오도라 황후의 권세를 등에 입고 콘스탄티노폴리스의 새 총대주교로 인사 이동되었는데, 그가 정통 신앙에 반하는 단성설을 추종한다는 사실이 밝혀진 것이다. 이에 아가피토 1세와 그를 따르는 사제들이 안티무스를 강력하게 규탄하며 반대하였다. 아가피토 1세는 안티무스에게 즉시 총대주교 자리에서 물러나고 정통 신앙을 고백하는 문서를 작성하라고 요구했으나, 안티무스가 이를 거절하자 그와의 모든 관계와 접촉을 원천적으로 차단하는 방식으로 대응하였다. 이에 유스티니아누스 1세는 아가피토 1세를 추방시키겠다고 으름장을 놓았다. 그러자 아가피토 1세는 다음과 같이 말하였다. “나는 지극히 애틋한 심정으로 그리스도교 세계의 황제 유스티니아누스를 봐왔다. 허나 지금 그의 모습에서 나는 디오클레티아누스를 발견하였다. 설령 그가 위협한다 하더라도 나는 두렵지 않다.” 유스티니아누스 1세에게 교회의 초창기 역사를 상기시킨 아가피토 1세는 그가 안티무스를 단념하게 만들었다. 결국 유스티아누스 1세는 안티무스를 총대주교직에서 파직시키고 정통 신앙을 따르는 메나스를 536년 3월 13일 콘스탄티노폴리스 총대주교로 착좌시켰다. 아가피토 1세는 유스티니아누스 1세로부터 신앙 고백문을 받고 정통 신앙을 고수한다는 그를 칭찬했으나, 설사 황제라 할 지라도 평신도가 교회 안에서 가르치는 것은 받아들일 수 없다고 못박았다. 아가피토 1세가 쓴 서신은 현재 네 편이 전해지고 있다. 그 중에 두 편의 서신은 유스티니아누스 1세 황제에게 아리우스주의자들을 결코 교회의 일원으로 용인할 수 없다는 답변을 담고 있으며, 세 번째 서신 역시 같은 내용으로 아프리카 주교들에게 보낸 것이었다. 마지막 서신은 카르타고의 주교 레파라투스에게 보낸 답신으로서, 주교가 된 그의 숭고함을 칭찬하는 내용을 담고 있다.

그 후, 아가피토 1세는 얼마 안 가 병에 걸려 교황으로 선출되어 즉위한 지 10개월만에 선종하였다. 그의 시신은 관 속에 넣어져 로마로 이송되어 성 베드로 대성전에 안장되었다.

## 같이 보기
- 교황 목록